# Цей незручний момент (фільм, 1977)
«Цей незручний момент» (оригінальна назва: Мить безумства, фр. Un moment d'égarement) — французька кінокомедія, поставлена у 1977 році режисером Клодом Беррі з Жаном-П'єром Мар'єлем та Вікто́ром Лану у головних ролях.

## Сюжет
П'єр (Жан-П'єр Мар'єль) і Жак (Віктор Лану), сорокарічні друзі з дитинства, вирішують провести свої відпустки на Лазуровому березі у Сен-Тропе, взявши з собою своїх неповнолітніх доньок Франсуазу (Аньєс Сораль) та Мартін (Крістін Дежу). П'єр розлучений, а дружина Жака воліла залишитися у Парижі. Спочатку відпочинок проходить дуже добре за винятком, хіба що, нічних витівок дівчат, яка бентежать душевний спокій батьків. Доки вони проводять час зі своїми однолітками у нічних клубах, П'єр з Жаком ведуть розмови про жінок та про те, як важко виконувати свою роль сучасних батьків, адже молоді жінки все ще діти, та вже приваблюють чоловіків.
Якось вночі на пляжі Франсуаза спокушає П'єра, а потім заявляє про своє кохання до нього. Чоловік відчайдушно намагається відвернути її любов, але йому це не вдається. Перебуваючи на пляжі постійно топлес, Франсуаза продовжує дражнити П'єра. Тим часом, Жак повідомляє П'єру, що його донька розповіла йому, що спала з дорослим чоловіком, але відмовилася назвати ім'я цієї людини. Він вважає, що це не нормально, коли чоловік спить з дівчиною, якій він годиться бути батьком, і коли він дізнається, хто той чоловік, він буде його бити. Для цього Жак заручається підтримкою П'єра у пошуках винуватця. Перед П'єром постає дилема, як вийти з цієї складної ситуації: продовжувати йому, чи припинити роман з донькою свого найкращого друга? Якось викрутитися із ситуації, чи зізнатися, що саме він і є тим негідником якого шукає Жак? І поки Жак займається пошуками, П'єр намагається заплутати сліди. Але ситуація стає все більше неконтрольованою.

## У ролях
| Жан-П'єр Мар'єль | ···· | П'єр      |
| Віктор Лану      | ···· | Жак       |
| Крістін Дежу     | ···· | Мартін    |
| Аньєс Сораль     | ···· | Франсуаза |
| Мартін Сарсі     | ···· |           |
| Роберт Бар       | ···· |           |
| Тесса Буше       | ···· |           |
| Марк Расін       | ···· |           |
| Жак Ле Бретон    | ···· |           |

## Рімейки
- У 1984 році режисер Стенлі Донен зняв американську версію фільму «Цей незручний момент» Клода Беррі під назвою «У всьому винувете Ріо». У рімейку головні ролі виконали Майкл Кейн та Джофез Болонья[en].
- Через кілька років після смерті режисера фільму Клода Беррі (пом. 12.01.2009), його син, продюсер Тома Лангманн, вирішив створити нову французьку версію цього фільму. Режисером рімейку, який вийшов на екрани влітку 2015 року (в Україні з 16 липня), виступив Жан-Франсуа Ріше, у головних ролях знялися Венсан Кассель та Франсуа Клюзе.